# Christina Pluhar
Christina Pluhar   (Graz, 1965) és una música austríaca, arpista, llaütista i tiorbista, directora d'orquestra i especialista en música antiga. És la fundadora i directora del conjunt L'Arpeggiata, creat l'any 2000.

## Biografia
Després d'estudiar a la Universitat de Graz, Christina Pluhar descobrí les seves afinitats per la música barroca i renaixentista. Per tant, es va especialitzar en el llaüt, la tiorba, la guitarra barroca i els seus repertoris, que va estudiar al Reial Conservatori de La Haia i a la Schola Cantorum Basiliensis amb Hopkinson Smith. Estudia l'arpa barroca amb Mara Galassi a la Scuola Civica di Milano i segueix classes magistrals amb Paul O'Dette, Andrew Lawrence-King i Jesper Bøje Christensen. El 1992 va guanyar el primer premi al concurs internacional de música antiga de Malmö amb el conjunt La Fenice.
Resideix a París des de 1992 i actua regularment com a solista i continuista als festivals i teatres més prestigiosos. Al seu repertori hi ha música per a solista del renaixement i el barroc de llaüt, guitarra barroca, arxillaüt, tiorba i arpa barroca. Ha actuat amb diversos conjunts, com ara La Fenice (Jean Tubéry), Hespèrion XXI (Jordi Savall), Il Giardino Armonico, Concerto Soave (Maria Cristina Kiehr), Accordone (Marco Beasley), Ensemble Elyma (Gabriel Garrido), Les Musiciens du Louvre (Marc Minkowski), Ricercar Consort (Philippe Pierlot), La Grande Écurie et la Chambre du Roy (Jean-Claude Malgoire), Cantus Cölln (Konrad Junghänel). Com a continuista, ha actuat amb nombroses orquestres sota la direcció de René Jacobs, Ivor Bolton, Alessandro di Marchi, Marc Minkowski i Gabriel Garrido. Des del 2001 és assistent d'Ivor Bolton a la Staatsoper de Múnic.
El 2000, Christina Pluhar va fundar el conjunt L'Arpeggiata, amb el qual ha gravat una sèrie de discos aclamats per la premsa i que han rebut premis com el 10 de Répertoire, el Diapason d'Or, el Prix Exellentia. El 2007 va ser convidada a dirigir com a directora convidada l'Australian Brandenburg Orchestra, l'Orquestra Barroca de la Unió Europea (per a una gira europea) i l'Orquestra Divino Sospiro de Portugal. A més de les seves activitats com a directora i solista, Christina Pluhar és professora d'arpa barroca al Conservatori Reial de La Haia des de 1999 i imparteix classes magistrals a la Universitat de Graz.

## L'Arpeggiata
El conjunt L'Arpeggiata de Christina Pluhar és un conjunt vocal i instrumental de música antiga, de composició variable. El conjunt ofereix programes al voltant del repertori del renaixement i el primer barroc, en col·laboració amb solistes tant de música clàssica barroca com de música tradicional o d'altres gèneres, com el jazz o altres formes de expressió artística com la dansa o el teatre, com ara Philippe Jaroussky, Núria Rial, Luciana Mancini, Raquel Andueza, entre d'altres. Des del seu naixement l'any 2000, L'Arpeggiata s'ha dedicat a explorar la música antiga, treballant sobre tot la interpretació del recitar cantando, així com el cant influít per la música tradicional. El conjunt s'ha dedicat a la improvisació instrumental, a la recerca de la instrumentació mitjançant l'explotció de la seva riquesa en la més pura tradició barroca i a l'escenificació d'espectacles.
L'Arpeggiata ha actuat en els grans festivals europeus de música antiga, com ara el Festival de Musique Baroque de Sablé sur Sarthe, l'Utrecht Oude Muziek, l'Anvers Festival des Flandres, els Rencontres à Vézelay, el Festival de l'Abbaye d'Ambronay, el Festival de Musique Baroque de Pontoise, l'Early Music Festival de Sant Petersburg, el Festival de Torroella de Montgrí, el Festival Atlantique Açores o el Festival de Música Antiga de Barcelona.